# Eisch
L'Eisch (en luxemburguès: 	Äisch	, en alemany: Eisch) és un riu que flueix al llarg de Bèlgica i Luxemburg i uneix el riu Alzette i el Mersch. El riu travessa les ciutats d'Eischen, Hobscheid, Septfontaines i Marienthal.
La part luxemburguesa de l'Eisch es coneix informalment com la Vall dels Set Castells, pels castells de Mersch,
de Schoenfels, d'Hollenfels, d'Ansemburg, Nou d'Ansemburg, de Septfontaines i de Koerich, que voregen el seu recorregut.